# عنب الأرض
عنب القطا،وثير مداد أو عنب الأرض أو الغُلطيريّة المُسَطَّحة أو شاي كندا أو علطارية أو وثير (الاسم العلمي: Gaultheria procumbens).

## الوصف النباتي
هو شجيرة صغيرة علوُّها أقل من 15 سنتيمتراً من الفصيلة الخلنجية،.أزهارها منفردة، جرسية الشكل، يتراوح لونها من الأبيض إلى الوردي الباهت، تظهر في قاعدة الأوراق خلال فصل الصيف. تعطي من أكتوبر إلى مارس عنبات حمراء قرمزية،

## نطاق الإنتشار
تنمو في غابات قارة أمريكا الشمالية (في كندا والولايات المتحدة) والصين.

## الاستعمال الطبي
تحتوي أوراق عنب الأرض على نسبة عالية من ساليسيلات الميثيل، من أملاح حمض الصفصاف المعروف بالأسبيرين، ولهذا تستعمل بعد تجفيفها كنقاعة ساخنة أو تمضغ لعلاج الحمَّى وآلام المفاصل ومختلف الالتهابات. يستخرج منها زيت عطري رائحته قوية ومميزة مضاض ل التشنج، ومضاد للروماتيزم، ومضاد للسعال، ومحفّزٌ للكبد. يدخل هذ الزيت في تركيب مراهم علاج آلام العضلات عند الرياضيين، وكذلك آلام الظهر. تكون الجرعات العالية منه سامة وقد تؤدي إلى الوفاة، لهذا ينصح باستخدامه خارجياً فقط.